# Повіт Нака (Ібаракі)
Пові́т На́ка (яп. 那珂郡, なかぐん, МФА: [naka guɴ]) — повіт в префектурі Ібаракі, Японія.